# مركز الملك سلمان الدولي للمؤتمرات
مركز الملك سلمان الدولي للمؤتمرات، هو مركز مؤتمرات سعودي، يقع في المدينة المنورة، أنشئ بأمر الملك سلمان بن عبد العزيز، وأفتتح في عام 2018.

## موقعه
يقع مركز الملك سلمان الدولي للمؤتمرات في حي الفيصلية في الشمال الغربي من المدينة المنورة، حيث يبعد عن المسجد النبوي نحو 6 كلم، بينما يبعد عن مطار الأمير محمد بن عبد العزيز الدولي 12 كلم، وهو في منطقة يتوسط فيها مجمع الملك فهد لطباعة المصحف الشريف، والجامعة الإسلامية، وجامعة طيبة.

## مواصفاته
يقع المركز على أرض بمساحة 91 ألف متر مربع، وتبلغ مساحة الأرض المبنية من المشروع نحو 60 ألف متر مربع، يضم المشروع:
- قاعة رئيسة للمؤتمرات تستوعب 2500 شخص، تعلوها قبة صممت على الطراز العربي الإسلامي.
- ثلاث قاعات متعددة الاستخدامات، تتسع كل منها لنحو 500 شخص.
- 14 غرفة مخصصة للاجتماعات، تتسع إجماليًا لنحو 500 شخص.
- مركز إعلامي بمواصفات عالمية لتلبية متطلبات وخدمات الوفود.
- مكاتب للإدارة.
- منطقة لكبار الزوار.
- منطقة لمواقف السيارات تتسع لنحو 1200 سيارة.